# Simodactylus hirashimai
Simodactylus hirashimai là một loài bọ cánh cứng trong họ Elateridae. Loài này được Ôhira miêu tả khoa học năm 1973.